# Luftfahrzeugrolle
Die Luftfahrzeugrolle ist das deutsche Luftfahrzeugregister, also das amtliche Verzeichnis aller in der Bundesrepublik Deutschland zum Luftverkehr zugelassenen Luftfahrzeuge.

## Allgemeines
Die gesetzliche Grundlage hierfür bildet das Luftverkehrsgesetz (LuftVG). Die Luftfahrzeugrolle wird seit dem 1. August 1959 beim Luftfahrt-Bundesamt (LBA) in Braunschweig geführt, alle Flugzeuge, Drehflügler, Motorsegler, Segelflugzeuge, Luftschiffe und Ballone werden in Deutschland bei der Verkehrszulassung dort eingetragen. Luftfahrzeuge werden gemäß § 3 LuftVG in die deutsche Luftfahrzeugrolle nur eingetragen, wenn
- sie in einem ausländischen staatlichen Luftfahrzeugregister nicht eingetragen sind und im ausschließlichen Eigentum deutscher Staatsangehöriger stehen; juristische Personen und rechtsfähige Personengesellschaften mit Sitz im Inland werden deutschen Staatsangehörigen gleichgestellt, wenn der überwiegende Teil ihres Vermögens oder Kapitals sowie die tatsächliche Kontrolle darüber deutschen Staatsangehörigen zusteht und die Mehrheit der Vertretungsberechtigten oder persönlich haftenden Personen deutsche Staatsangehörige sind;
- ein Recht eines deutschen Staatsangehörigen, an einem Luftfahrzeug Eigentum durch Kauf zu erwerben, oder ein Recht zum Besitz auf Grund eines für einen Zeitraum von mindestens sechs Monaten abgeschlossenen Mietvertrages oder eines dem Mietvertrag ähnlichen Rechtsverhältnisses besteht.

## Inhalt
Das beim LBA geführte Luftfahrzeugregister besteht aus dem Register für Pfandrechte an Luftfahrzeugen, der Luftfahrzeugrolle und dem Luftsportgeräteverzeichnis. Die Luftverkehrsrolle enthält (Stand 19. August 2014) 40.000 eingetragene Luftfahrzeuge. Mit der Eintragung in die Luftfahrzeugrolle wird ein Luftfahrzeug in Deutschland zum Verkehr zugelassen, und das Flugzeug erhält dabei ein vom LBA vergebenes eindeutiges amtliches Luftfahrzeugkennzeichen.
Nach der Eintragung erhält der Eigentümer oder ein bevollmächtigter Stellvertreter einen Eintragungsschein, auf dem dieses Kennzeichen eingetragen ist; das Kennzeichen muss am Flugzeug an beiden Seiten und an der Unterseite des linken Flügels angebracht werden (Anlage 1 Luftverkehrs-Zulassungs-Ordnung). Außerdem muss die deutsche Bundesflagge auf beiden Seiten des Seitenleitwerks angebracht werden (gilt nicht für Ultraleicht-Flugzeuge). Bei Ballonen kann die Bundesflagge wahlweise auf der Ballonhülle angebracht werden oder als echte Flagge an einer geeigneten Stelle, wie beispielsweise am Topseil angeknüpft sein.

## Sonstiges
Änderungen an der Luftverkehrsrolle wurden früher in den Nachrichten für Luftfahrer veröffentlicht, heute geschieht dies wegen des Datenschutzes nicht mehr. Die Luftfahrzeugrolle der Bundesrepublik Deutschland ist ein nicht-öffentliches Register, das aus datenschutzrechtlichen Gründen weder publiziert wird, noch frei zugänglich ist. Das LBA darf aufgrund daher Auskünfte aus der Luftfahrzeugrolle nur mit Einverständnis des Eigentümers veröffentlichen. Gemäß den Vorgaben des § 64 LVG kann das Luftfahrt-Bundesamt öffentlichen Stellen im Inland im Einzelfall Auskunft gewähren, wenn die Informationen für Verwaltungsmaßnahmen auf dem Gebiet des Luftverkehrs, zur Verfolgung von Zuwiderhandlungen gegen Luftverkehrsvorschriften oder zur Verfolgung von Straftaten oder zur Abwehr von Gefahren für die öffentliche Sicherheit und Ordnung benötigt werden. Auskünfte aus der Luftfahrzeugrolle an nicht-öffentliche Stellen, wie Privatpersonen, gemäß § 64 Abs. 8 LVG sind auch ohne Einwilligung des jeweiligen Eigentümers möglich, aber kostenpflichtig.
Eine Eintragung in die deutsche Luftfahrzeugrolle kann nur vorgenommen werden, wenn das Luftfahrzeug sich im Eigentum deutscher Staatsangehöriger befindet, oder im Eigentum von Staatsangehörigen von Mitgliedsstaaten der Europäischen Union (Ausnahmen sind jetzt ebenfalls möglich).